# Lentipes whittenorum
Lentipes whittenorum är en fiskart som beskrevs av Watson och Kottelat, 1994. Lentipes whittenorum ingår i släktet Lentipes och familjen smörbultsfiskar. IUCN kategoriserar arten globalt som sårbar. Inga underarter finns listade i Catalogue of Life.